# Laurens Hammond
Laurens Hammond (Evanston, 11 de janeiro de 1895 — 3 de julho de 1973) foi um engenheiro dos Estados Unidos, notável pela invenção do órgão Hammond.

## Biografia
Laurens Hammond nasceu em Evanston, Illinois e mostrou seu interesse e talento para a área técnica desde cedo. Com a morte de seu pai, ele e sua mãe se mudaram para a França, onde ele começou suas primeiras invenções. Quando sua família retornou à Evanston, Laurens então com quatorze anos já era fluente em francês e alemão. Nessa época, ele já havia desenvolvido um sistema para transmissão automática de automóveis. Após sugestão de sua mãe, enviou a ideia para os engenheiros da Renault, sendo rejeitado.
Laurens estudou engenharia mecânica na Universidade Cornell, graduando-se com honras em 1916. Após ter servido na Primeira Guerra Mundial, ele mudou-se para Detroit e ocupou o cargo de chefe de engenharia da Gray Motor Company, uma fabricante de motores para barcos. Hammond não era músico, mas em 1933 passou a dar atenção ao desenvolvimento do órgão eletromecânico, onde o objetivo inicial era suprir igrejas com um instrumento alternativo aos grandes órgãos de tubo. Ele comprou um piano usado a fim de utilizar o teclado do instrumento como um controlador de diversos métodos de geração de som. Fundou a empresa Hammond Organ Company e em 1934 colocou à venda o primeiro modelo de órgão Hammond. 